# Black Earth
Black Earth debitantski je studijski album švedskog melodičnog death metal sastava Arch Enemy. Album je 12. prosinca 1996. godine objavila diskografska kuća Wrong Again Records.

## Pozadina
Tijekom snimanja Black Eartha, Arch Enemy je zapravo bio samostalni glazbeni projekt gitarista Michaela Amotta. Iako za pjevača Johana Liivu u knjižici albuma piše da je svirao bas-gitaru, Michael je to opovrgnuo u jednom intervjuu, izjavljujući da je bilo tako napisano kako bi se album "više činio grupnim uratkom". Christopher Amott, koji je u to vrijeme pohađao glazbenu akademiju, na albumu je svirao samo solističke gitarističke dionice.

## Popis pjesama
| 1.    | »Bury Me an Angel«            | Michael Amott | Michael Amott               | 3:39 |
| 2.    | »Dark Insanity«               | Johan Liiva   | Liiva, Michael Amott        | 3:17 |
| 3.    | »Eureka«                      | Michael Amott | Christopher Amott, M. Amott | 4:44 |
| 4.    | »Idolatress«                  | Liiva         | Liiva, Michael Amott        | 4:56 |
| 5.    | »Cosmic Retribution«          | Michael Amott | Michael Amott               | 4:00 |
| 6.    | »Demoniality« (instrumental)  |               | Michael Amott               | 1:20 |
| 7.    | »Transmigration Macabre«      | Michael Amott | Michael Amott               | 4:10 |
| 8.    | »Time Capsule« (instrumental) |               | Christopher Amott           | 1:09 |
| 9.    | »Fields of Desolation«        | Liiva         | C. Amott, M. Amott          | 5:31 |
| 32:46 |                               |               |                             |      |

| Bonus pjesme s reizdane inačice iz 2007. godine | Bonus pjesme s reizdane inačice iz 2007. godine         | Bonus pjesme s reizdane inačice iz 2007. godine | Bonus pjesme s reizdane inačice iz 2007. godine | Bonus pjesme s reizdane inačice iz 2007. godine | Bonus pjesme s reizdane inačice iz 2007. godine | Bonus pjesme s reizdane inačice iz 2007. godine | Bonus pjesme s reizdane inačice iz 2007. godine | Bonus pjesme s reizdane inačice iz 2007. godine | Bonus pjesme s reizdane inačice iz 2007. godine |
| Br.                                             | Skladba                                                 | Tekstopisac                                     | Skladatelj                                      | Trajanje                                        |                                                 |                                                 |                                                 |                                                 |                                                 |
| ----------------------------------------------- | ------------------------------------------------------- | ----------------------------------------------- | ----------------------------------------------- | ----------------------------------------------- | ----------------------------------------------- | ----------------------------------------------- | ----------------------------------------------- | ----------------------------------------------- | ----------------------------------------------- |
| 10.                                             | »Losing Faith«                                          | Liiva                                           | C. Amott, M. Amott, Daniel Erlandsson           | 3:16                                            |                                                 |                                                 |                                                 |                                                 |                                                 |
| 11.                                             | »The Ides of March« (instrumental; obrada Iron Maidena) |                                                 | Steve Harris                                    | 1:46                                            |                                                 |                                                 |                                                 |                                                 |                                                 |
| 12.                                             | »Aces High« (obrada Iron Maidena)                       | Harris                                          | Harris                                          | 4:24                                            |                                                 |                                                 |                                                 |                                                 |                                                 |
| 42:12                                           |                                                         |                                                 |                                                 |                                                 |                                                 |                                                 |                                                 |                                                 |                                                 |

## Recenzije
Album je kritički uglavnom bio dobro prihvaćen. Anders Sandvall iz webzina Metal Rules izjavio je kako "je album briljantan te da na njemu nema loših pjesama". AllMusicov recenzent, Alex Henderson, u svojoj je recenziji napisao da je "Black Earth bio obećavajući debitantski album za Arch Enemy te da se nalazi među njegovim dosljednjijim i pamtljivijim uradcima". Ron Salden iz časopisa Archaic Magazine izjavio je kako je Black Earth klasik te je pohvalio njegove pjesme, pišući da "prikazuju svježu mješavinu death i thrash metala prilikom koje braća Amott izvrsno sviraju svoje gitare, svirajući divne [...] melodije, harmonijske i solo dionice te gitarističke rifove". Osobito je pohvalio pjesmu "Bury Me an Angel" te je komentirao kako pjesme "Eureka", "Transmigration Macabre" i "Fields of Desolation" i danas zvuče svježe i novo. Chad Bowar sa stranice About.com komentirao je kako je zvuk albuma "bio grub, ali da su pjesme i dalje bile lako pamtljive zbog solidnih gitarističkih dionica Michaela i Christophera Amotta".
U pogledu pjesama, novinar Metal Reviewa, Jason Jordan, izjavljuje: ""Dark Insanity" uvjerljivo je najbolja među danim pjesmama zbog svojih fantastičnih rifova i solističkih dionica koje Erlandsson podupire snažnom te ponekad i prikladno suzdržanom izvedbom". Dodatno je komentirao kako neke pjesme poput "Idolatress", "Cosmic Retribution", "Transmigration Macabre" i "Fields of Desolation" također sadrže hvalevrijedne karakteristike, ali da ipak ni jedna od njih nije ravna elanu uvodnih pjesama. Jordan je usto pohvalio i članove sastava, izjavljujući kako je "Black Earth solidan uradak melodičnog death metala na kojem je svaki član u dobroj formi" te da su "braća Amott zaslužna za izvrsnu izvedbu kao gitaristi grupe, Daniel Erlandsson za čvrstu [bubnjarsku] podršku i Johan Liiva za svoje unikatne vokale na ovom, jednom od boljih uradaka Arch Enemyja".

## Zasluge
| Arch Enemy - Johan Liiva – vokali - Michael Amott – ritam i solo gitara, bas-gitara, produkcija, miksanje - Christopher Amott – solo gitara - Daniel Erlandsson – bubnjevi Dodatni glazbenici - Fredrik Nordström – klavijature, produkcija, miksanje | Ostalo osoblje - Miran Kim – naslovnica - Baskim Zuta – inženjer zvuka - Wez Wenedikter – izvršna produkcija, dizajn - Mattias Ankrah – omot albuma - Kenneth Johansson – fotografija - Urszula Striner – fotografija |